# العلاقات الأوزبكستانية المغربية
العلاقات الأوزبكستانية المغربية هي العلاقات الثنائية التي تجمع بين أوزبكستان والمغرب.

## مقارنة بين البلدين
هذه مقارنة عامة ومرجعية للدولتين:
| وجه المقارنة                                              | أوزبكستان       | المغرب                                 |
| --------------------------------------------------------- | --------------- | -------------------------------------- |
| المساحة (كم2)                                             | 448.98 ألف      | 710.85 ألف                             |
| عدد السكان (نسمة)                                         | 32.39 مليون     | 36.07 مليون                            |
| الكثافة السكانية (ن./كم²)                                 | 72.14           | 50.74                                  |
| العاصمة                                                   | طشقند           | الرباط                                 |
| اللغة الرسمية                                             | اللغة الأوزبكية | اللغة العربية، أمازيغية معيارية مغربية |
| العملة                                                    | سوم أوزبكستاني  | درهم مغربي                             |
| الناتج المحلي الإجمالي (بليون دولار)                      | 48.72 مليار     | 109.14 مليار                           |
| الناتج المحلي الإجمالي (تعادل القوة الشرائية) بليون دولار | 190.50 مليار    | 274.06 مليار                           |
| الناتج المحلي الإجمالي الاسمي للفرد دولار أمريكي          | 2.13 ألف        | 2.88 ألف                               |
| الناتج المحلي الإجمالي للفرد دولار أمريكي                 | 5.57 ألف        | 7.49 ألف                               |
| مؤشر التنمية البشرية                                      | 0.675           | 0.628                                  |
| رمز المكالمات الدولي                                      | +998            | +212                                   |
| رمز الإنترنت                                              | .uz             | .ma                                    |
| المنطقة الزمنية                                           | ت ع م+05:00     | ت ع م+01:00                            |

## مدن متوأمة
في ما يلي قائمة باتفاقيات التوأمة بين مدن أوزبكستانية ومغربية:
- ترتبط طشقند مع مراكش باتفاقية توأمة منذ 30 أبريل 1993.

## منظمات دولية مشتركة
يشترك البلدان في عضوية مجموعة من المنظمات الدولية، منها:
| علم المنظمة | اسم المنظمة                               | تاريخ انضمام أوزبكستان | تاريخ انضمام المغرب |
| ----------- | ----------------------------------------- | ---------------------- | ------------------- |
|             | وكالة ضمان الاستثمار متعدد الأطراف        | 4 نوفمبر 1993          | 17 سبتمبر 1992      |
|             | منظمة التعاون الإسلامي                    | ?                      | 25 سبتمبر 1969      |
|             | منظمة الشرطة الجنائية الدولية             | ?                      | ?                   |
|             | منظمة حظر الأسلحة الكيميائية              | ?                      | ?                   |
|             | الفريق المعني برصد الأرض                  | ?                      | ?                   |
|             | الأمم المتحدة                             | 2 مارس 1992            | 12 نوفمبر 1956      |
|             | مؤسسة التمويل الدولية                     | 30 سبتمبر 1993         | 30 أغسطس 1962       |
|             | يونسكو                                    | 26 أكتوبر 1993         | 7 نوفمبر 1956       |
|             | مؤسسة التنمية الدولية                     | 24 سبتمبر 1992         | 29 ديسمبر 1960      |
|             | البنك الدولي للإنشاء والتعمير             | 21 سبتمبر 1992         | 25 أبريل 1958       |
|             | المركز الدولي لتسوية المنازعات الاستشارية | 25 أغسطس 1995          | 10 يونيو 1967       |
|             | الاتحاد البريدي العالمي                   | ?                      | ?                   |
|             | الاتحاد الدولي للاتصالات                  | 10 يوليو 1992          | 1 نوفمبر 1956       |

## وصلات خارجية
- موقع وزارة الخارجية الأوزبكستانية
- موقع وزارة الخارجية المغربية